# Nedeljko Dragić
Nedeljko Dragić (Novska, 13 settembre 1936) è un animatore, regista, fumettista e disegnatore croato.

## Biografia
Fumettista dal 1953 ha esposto in diverse mostre e nel 1966 ha pubblicato il libro Lexicon for Illiterate People. Nel 1960 ha iniziato a lavorare come disegnatore e animatore presso la Zagreb Film , contribuendo ai lavori di N. Kostelac, I. Vrbanić, B. Dovniković e altri. Dal 1965 possiede i diritti del film Elegia ed è diventato uno dei rappresentanti più importanti di Zagreb Film.
Dall'inizio degli anni '90 vive e lavora in Germania . Gli è stato assegnato il Premio Vladimir Nazor alla carriera nel 2013.